# Taça de Honra da AF Lisboa (1.ª Divisão)
A Taça de Honra da 1ª Divisão da AF Lisboa, ou simplesmente Taça de Honra da AF Lisboa, era um torneio organizado pela Associação de Futebol de Lisboa disputado pelos clubes do Distrito de Lisboa.

## História
De acordo com a Associação de Futebol de Lisboa, durante as épocas de 1920–21 e 1946–47 foi indexada a conquista do campeonato regional de Lisboa à conquista da Taça de Honra da AF Lisboa. Esta entidade decidiu que o clube que conquistou o campeonato regional de Lisboa até à última edição do mesmo (época de 1946-47) deveria receber o troféu da Taça de Honra da AF Lisboa, mesmo que não se tenha disputado a mesma. Assim, na época de 1920–21, o Casa Pia ficou no palmarés da competição apenas porque venceu o campeonato regional de Lisboa e apesar de na época de 1921-22 a mesma se ter disputado, quem viria a ficar no palmarés da competição seria o campeão regional de Lisboa Sporting CP e não o vencedor da sexta edição, o SL Benfica.

## Palmarés
| Clube                | Venceu | Época(s) |
| -------------------- | ------ | --- |
| SL Benfica           | 18     | 1919–20, 1921–22, 1962–63, 1964–65, 1966–67, 1967–68, 1968–69, 1971–72, 1972–73, 1973–74, 1974–75, 1977–78, 1978–79, 1979–80, 1981–82, 1983–84, 1985–86 e 1987–88 |
| Sporting CP          | 13     | 1914–15, 1915–16, 1916–17, 1947–48, 1961–62, 1963–64, 1965–66, 1970–71, 1984–85, 1990–91, 1991–92, 2013–14 e 2014–15                                              |
| CF Os Belenenses     | 6      | 1959–60, 1960–61, 1969–70, 1975–76, 1989–90 e 1993–94 |
| Império Lisboa Clube | 1      | 1917–1918 |

## Vencedores
| Edição | Época   | Vencedor             | Vice               | Final                                                                                            | Estádio       |
| ------ | ------- | -------------------- | ------------------ | ------------------------------------------------------------------------------------------------ | ------------- |
| 1ª     | 1914–15 | Sporting CP          | SL Benfica         | 3–1                                                                                              | Sete Rios     |
| 2ª     | 1915–16 | Sporting CP          | SL Benfica         | 1–0                                                                                              | Stadium       |
| 3ª     | 1916–17 | Sporting CP          | SL Benfica         | 4–1                                                                                              | Sete Rios     |
| 4ª     | 1917–18 | Império Lisboa Clube | Sporting CP        | 4–3                                                                                              | Stadium       |
| 5ª     | 1919–20 | SL Benfica           | CIF                | 5–0                                                                                              | Campo Grande  |
| 6ª     | 1921–22 | SL Benfica           | Vitória de Setúbal | 3–1                                                                                              | Campo Grande  |
| 7ª     | 1947–48 | Sporting CP          |                    | Torneio com 6 clubes em 10 jornadas (duas voltas) com o Sporting CP a obter 25 pontos (6V-3E-1D) |               |
| 8ª     | 1959–60 | CF "Os Belenenses"   | Sporting CP        | 1–0                                                                                              | E. Nacional   |
| 9ª     | 1960–61 | CF "Os Belenenses"   | Atlético CP        | 2–0                                                                                              | E. Nacional   |
| 10ª    | 1961–62 | Sporting CP          | SL Benfica         | 3–0                                                                                              | E. Nacional   |
| 11ª    | 1962–63 | SL Benfica           | Atlético CP        | 3–1                                                                                              | Restelo       |
| 12ª    | 1963–64 | Sporting CP          | SL Benfica         | 3–0                                                                                              | Restelo       |
| 13ª    | 1964–65 | SL Benfica           | CF "Os Belenenses" | 7–1                                                                                              | Restelo       |
| 14ª    | 1965–66 | Sporting CP          | SL Benfica         | 2–1                                                                                              | Restelo       |
| 15ª    | 1966–67 | SL Benfica           | Sporting CP        | 2–0                                                                                              | Restelo       |
| 16ª    | 1967–68 | SL Benfica           | Atlético CP        | 6–0                                                                                              | José Alvalade |
| 17ª    | 1968–69 | SL Benfica           | Sporting CP        | 3–0                                                                                              | Restelo       |
| 18ª    | 1969–70 | CF "Os Belenenses"   | SL Benfica         | 1–1 (Derrota por pontapés de canto)                                                              | Restelo       |
| 19ª    | 1970–71 | Sporting CP          | CF "Os Belenenses" | 1–0                                                                                              | José Alvalade |
| 20ª    | 1971–72 | SL Benfica           | CF "Os Belenenses" | 4–1                                                                                              | Restelo       |
| 21ª    | 1972–73 | SL Benfica           | Atlético CP        | 1–1 (4–2 em grandes penalidades)                                                                 | Restelo       |
| 22ª    | 1973–74 | SL Benfica           |                    | Torneio com três jogos (numa volta) com o SLB a obter 6 pontos (3V)                              |               |
| 23ª    | 1974–75 | SL Benfica           | Sporting CP        | 1–0                                                                                              | Restelo       |
| 24ª    | 1975–76 | CF "Os Belenenses"   |                    | Torneio de 4 jornadas com o CF "Os Belenenses" a obter 7 pontos (3V-1E)                          |               |
| 25ª    | 1977–78 | SL Benfica           | Sporting CP        | 0–0 (7–6 em grandes penalidades)                                                                 | Restelo       |
| 26ª    | 1978–79 | SL Benfica           | Sporting CP        | 2–1                                                                                              | Restelo       |
| 27ª    | 1979–80 | SL Benfica           | CF "Os Belenenses" | 3–2                                                                                              | José Alvalade |
| 28ª    | 1981–82 | SL Benfica           | GD Estoril Praia   | 1–0                                                                                              | Restelo       |
| 29ª    | 1983–84 | SL Benfica           | CF "Os Belenenses" | 1–0                                                                                              | Restelo       |
| 30ª    | 1984–85 | Sporting CP          | SL Benfica         | 2–1                                                                                              | Restelo       |
| 31ª    | 1985–86 | SL Benfica           | CF "Os Belenenses" | 1–0                                                                                              | Restelo       |
| 32ª    | 1987–88 | SL Benfica           | Oriental           | 2–0                                                                                              | Luz           |
| 33ª    | 1989–90 | CF "Os Belenenses"   | Sporting CP        | 2–1                                                                                              | Restelo       |
| 34ª    | 1990–91 | Sporting CP          | SL Benfica         | 1–0                                                                                              | Luz           |
| 35ª    | 1991–92 | Sporting CP          | SL Benfica         | 1–0                                                                                              | José Alvalade |
| 36ª    | 1993–94 | CF "Os Belenenses"   | CF Estrela Amadora | 2–1 (Após Prolongamento)                                                                         | Restelo       |
| 37ª    | 2013–14 | Sporting CP          | GD Estoril Praia   | 3–3 (7–6 em grandes penalidades)                                                                 | Amoreira      |
| 38ª    | 2014–15 | Sporting CP          | SL Benfica         | 1-0                                                                                              | Restelo       |

Referências: 